# Posadowsky-Gletscher (Ostantarktika)
Der Posadowsky-Gletscher ist ein antarktischer Gletscher, der im Kaiser-Wilhelm-II.-Land östlich des Gaußbergs fließt und in die Posadowskybai mündet. 
Entdeckt wurde er vom Gipfel des Gaußbergs durch Teilnehmer der Gauß-Expedition (1901–1903) unter der Leitung des deutschen Polarforschers Erich von Drygalski. Das Advisory Committee on Antarctic Names benannte den Gletscher 1955 in Anlehnung an die durch Drygalski vorgenommene Benennung der Posadowskybai. Namensgeber beiderseits ist Arthur von Posadowsky-Wehner (1845–1932), der als Staatssekretär im Reichsamt des Innern einen Regierungszuschuss zur Deckung der Expeditionskosten für Drygalski sicherte. Photogrammetrisch erfasst wurde der Gletscher anhand von Luftaufnahmen, welche die United States Navy bei der Operation Highjump (1946–1947) angefertigt hatte.